# حمید تجریشی
حمید تجریشی
در سال ۱۳۳۰ هجری شمسی در تهران متولد و تحصیلات دانشگاهی را در رشته‌های اقتصاد و علوم اجتماعی به پایان برده‌است. مطالعات و تحقیقات خود را در زمینه‌های موسیقی، شعر و ادب، فلسفه، عرفان و ادیان از سالهای ۱۳۵۷ به‌طور جدی متمرکز کرده و حاصل آن به تحریر درآوردن مقالات و کتابهای بسیاری از جمله «گذار به کوی عشق» در باب عشق و شباب رندی در شعر حافظ(۱۳۶۸)، «مستی عشق» پیرامون معمای باده در شعر حافظ(۱۳۶۹)، «از دل، نه از زبان» مجموعه مقالات عرفانی - فلسفی و هنری (۱۳۷۳)، «از کشکول فکر و خیال» تأمل مجموعه‌ای دیگر از مقالات (۱۳۷۹) و «صادق هدایت- ملحدی با سلوک عارفانه» (۱۳۸۱)، «مرغ شباهنگ» شامل زندگی‌نامه و آثار محمود محمودی خوانساری آوازخوان نامی معاصر (۱۳۷۷) ، «مطرب عشق» را در سال ۱۳۷۱ ،«حدیث آرزومندی» عنوان برگزیده اشعار او است. «رویاهای مورک»، «حکایت گنجشک و قناری» ،((دریغ))، «متاع بی خریدار» مجموع اشعار، «موسیقی اصیل ایرانی هنر محمود عاشقان یا حرفهٔ پر سود تاجران» که تا کنون به چاپ رسیده‌است.
وبگاه‌ها و مقالات:
از کشکول فکر و خیال
مجموعه مقالات، روزنامه‌ها، مجلات و نشریات ادواری
مصاحبه سایت آفتاب - دهم شهریور ۱۳۸۶
اجتماعیات موسیقی۲ - پایگاه انتشارات سوره مهر:-)
و دوران معاصر» دررادیو گفتگو - پایگاه بزرگداشت مولانا
کانون ادبی - فرهنگسرای هنر - اردیبهشت ۱۳۸۸
سخنرانی «شناخت انسان کامل از دیدگاه عارفان اسلامی» و «حافظ، سالک راه کمال»تاریخ‌های ۳۰/۸ و ۲۱/۹/۸۷ ساعت ۱۵ تا ۱۷ به گزارش پایگاه کتاب نیوز
محمودی خوانساری - پایگاه زندگی‌نامه استاد محمودی خوانساری
روزنامه شرق- شماره ۷۴۰ ۲/۲/۸۵ - صفحه ۱۴ (موسیقی و تجسمی)